# 조 프레스티아

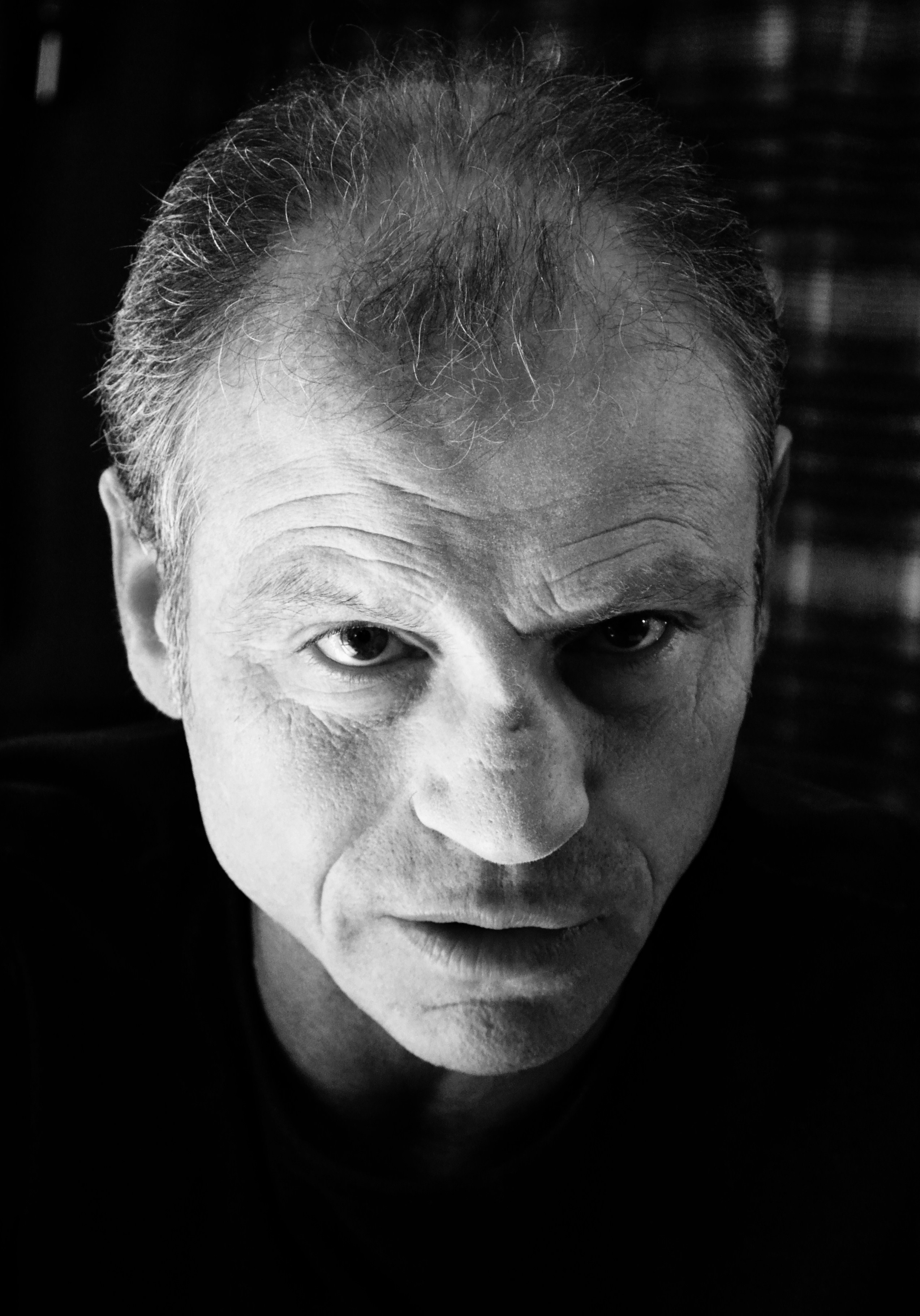

조 프레스티아(Jo Prestia, 1960년 6월 5일 ~ )는 프랑스의 배우, 킥복싱 선수이다.
시칠리아에서 태어났다.

## 영화
- 봐유크라시 (2015년)
- 콜트 45 (2014년) - 마르코 역
- 베이비 붐 (2009년)
- 호드 (2009년)
- 모나코 여인 (2008년)
- 비포 더 스톰 (2007년)
- 통제할 수 없는 (2006년)
- 커팅 에지 (2005년)
- 13 자메티 (2005년)
- 죽을 고생 (2004년)
- 오르페브르 36번가 (2004년)
- 크림슨 리버 2 - 요한 계시록의 천사들 (2004년)
- 분노 (2003년)
- 팜므 파탈 (2002년)
- 돌이킬 수 없는 (2002년) - 테니아 역
- 레퀴엠 (2001년)
- 토틀 웨스턴 (2000년)
- 천사들이 꿈꾸는 세상 (1998년)